# فيروس كورونا الطيري
فيروس كورونا الطيري أو فيروس كورونا الطيور أو فيروس الاتهاب الشعبي الممرض للطيور هو نوع ينتمي إلى جنس فيروس كورونا غاما ويصيب الطيور. منذ 2018، صُنِّفت جميع فيروسات غاما التي تصيب الطيور في هذا النوع. سلالة فيروس كورونا الطيري المعروفة سابقا باسم «فيروس التهاب الشعب الهوائية المعدي» (IBV) هي السلالة الوحيدة من فيروسات كوروونا التي تصيب الدجاج. وتسبب الالتهاب الشعبي المعدي وهو مرض معدي يصيب السبيل التنفسي والقناة الهضمية والكلية والجهاز التناسلي. يؤثر فيروس التهاب الشعب الهوائية المعدي على الدجاج المنتج للحم والبيض على حد سواء وهو مسؤول على خسارة اقتصادية معتبرة في تربية الدواجن. تسبب سلالة فيروس كورونا الطيري التي صنفت بأنها فيروس كورونا الديك الرومي مرض الجهاز الهضمي لدى الديوك الرومية.